# Font d'informació
L'expressió fonts d'informació vol dir una font d'informació per a algú, és a dir, qualsevol cosa que pugui informar una persona sobre alguna cosa o proporcionar coneixement sobre ella. És utilitzada freqüentment en la literatura professional, malgrat que no hi ha coincidència en la seva denominació entre els diferents autors.

## Definició
Martín Vega (1995) defineix el terme font com tot vestigi o fenomen que subministri una notícia, informació o dada. Torres Ramírez (2002) el pren en un sentit més ampli, i entén per font "qualsevol material o producte, original o elaborat, que tingui potencialitat per a aportar notícies o informacions o que es pugui usar com a testimoni per a accedir al coneixement". En aquest sentit, es pot entendre font d'informació com tota empremta o vestigi, testimoni i coneixement llegat pel discórrer dels homes i dones al llarg de la història. Se'n desprèn que la font d'informació és tot el que conté informació per a ser transmesa o comunicada i que permet identificar-se amb l'origen de la informació.
Tenint en compte aquestes opinions, Merlo Vega (2002) proposa entendre les fonts d'informació, en un sentit ampli, com el recurs utilitzat per a satisfer qualsevol demanda d'informació, i matisa que les fonts poden ser tant documents com persones o institucions (fonts de referència). Per aquest motiu, i partint d'una perspectiva bibliogràfica més restringida, caldria descriure el concepte de fonts d'informació com els recursos documentals creats per a facilitar dades sobre una persona, institució, document o assumpte (obres de referència).
Les Fonts d'informació textual són probablement les fonts documentals més habituals. Dins aquest tipus de font d'informació hi trobem els documents jurídics, els texts oficials, les memòries, cròniques, cens, cartes, diaris privats, articles de premsa, assaigs, textos literaris, etc. (Font primària) També hi torbem els llibres de història o altres treballs de historiadors (font secundària).

## Evolució
El concepte de fonts d'informació ha evolucionat des de la seva identificació amb les bibliografies i les obres de referència fins a una definició més àmplia, que considera fonts d'informació tots els recursos que contenen informació general o especialitzada, independentment del suport.
També hi ha la tendència a identificar les fonts d'informació amb les obres de referència. Aquestes són fonts d'informació de caràcter documental utilitzades habitualment en el servei de referència de biblioteques i de centres de documentació per a atendre les demandes informatives dels usuaris. Com les bibliografies, constitueixen només una petita part de les fonts d'informació, per la qual cosa no es poden considerar un terme sinònim.
Martín Vega afirma que les fonts d'informació prenen el relleu de la Bibliografia tradicional i n'amplien el camp d'operacions, en admetre com a objecte de treball no solament els materials libraris, sinó qualsevol classe de document informatiu, sigui quin sigui el seu suport. Aquesta evolució és lògica si es pensa que, fins a mitjan segle xx, els suports de caràcter librari han estat els documents únics de la informació, de manera que els repertoris bibliogràfics es podien considerar les fonts d'informació més importants i, de vegades, les úniques.

## Classificació
La confusió terminològica que s'ha creat sobre el concepte de fonts d'informació comporta una gran dificultat per a classificar les diferents fonts d'informació. Són molts els autors que s'han atrevit a sistematitzar les obres i les fonts d'informació, utilitzant a aquest efecte una gran diversitat de criteris específics: temàtica, cobertura, suport, sistemes d'accés, etc.; no obstant això, són molts els factors que impossibiliten arribar a un acord de classificació definitiva i unificada per part dels experts en aquest tema. Entre aquests factors destaquem l'heterogeneïtat dels recursos d'informació disponibles, les formes i mitjans sorgits amb la difusió de les xarxes i les noves tecnologies i el caràcter híbrid de moltes d'aquestes fonts d'informació.
| Recurs                                                          | Definició | |
| Web sobre e-health                                              | Web la finalitat de la qual és proporcionar informació sobre salut per al públic en general | Web la finalitat de la qual és proporcionar informació sobre salut per al públic en general |
| Revista professional d'infermeria                               | Publicació seriada dirigida als professionals de la infermeria. Pot ser la versió digital de la publicació en paper o estar disponible solament en format electrònic. | Publicació seriada dirigida als professionals de la infermeria. Pot ser la versió digital de la publicació en paper o estar disponible solament en format electrònic. |
| Biblioteca digital                                              | Versió digital d'una biblioteca. Pot ser la versió digitalitzada del fons en format físic (paper, enregistraments sonor, etc.) d'aquesta biblioteca o solament la versió digital dels documents. En aquest cas, només es pot consultar mitjançant Internet. | Versió digital d'una biblioteca. Pot ser la versió digitalitzada del fons en format físic (paper, enregistraments sonor, etc.) d'aquesta biblioteca o solament la versió digital dels documents. En aquest cas, només es pot consultar mitjançant Internet. |
| Museu digital                                                   | Versió digital d'un museu convencional que també es pot visitar presencialment o un museu totalment digital que solament es pot visitar mitjançant Internet. | Versió digital d'un museu convencional que també es pot visitar presencialment o un museu totalment digital que solament es pot visitar mitjançant Internet. |
| Web d'una organització mundial                                  | Website d'organitzacions reconegudes mundialment. Poden ser culturals, econòmiques, socials, etc. | Website d'organitzacions reconegudes mundialment. Poden ser culturals, econòmiques, socials, etc. |
| Diari digital                                                   | Versió digital d'un diari. Pot tenir el seu format en paper o ser solament digital. | Versió digital d'un diari. Pot tenir el seu format en paper o ser solament digital. |
| Base de dades especialitzada en dades estadístiques             | Una base de dades és un conjunt de dades sobre un context, ordenades i emmagatzemades per facilitar-ne la consulta. En aquest cas, les dades de la base de dades són dades d'estadístiques sobre una població, dades del treball en el món, etc. | Una base de dades és un conjunt de dades sobre un context, ordenades i emmagatzemades per facilitar-ne la consulta. En aquest cas, les dades de la base de dades són dades d'estadístiques sobre una població, dades del treball en el món, etc. |
| Hemeroteca                                                      | Col·lecció de revistes, diaris i publicacions periòdiques. | Col·lecció de revistes, diaris i publicacions periòdiques. |
| Bloc                                                            | Lloc web que inclou, a manera de diari personal de l'autor o autors, continguts del seu interès, actualitzats amb freqüència i sovint comentats pels lectors. És un exemple de Web 2.0 | Lloc web que inclou, a manera de diari personal de l'autor o autors, continguts del seu interès, actualitzats amb freqüència i sovint comentats pels lectors. És un exemple de Web 2.0 |
| Catàleg de biblioteca                                           | Registre de tot el fons documental d'una biblioteca o un grup de biblioteques. En l'actualitat, totes les biblioteques disposen d'aquest servei en format digital i d'accés públic. | Registre de tot el fons documental d'una biblioteca o un grup de biblioteques. En l'actualitat, totes les biblioteques disposen d'aquest servei en format digital i d'accés públic. |
| Llibre digital                                                  | Llibre editat en format digital. Pot ser la versió electrònica d'un llibre en paper o no existir la versió física i ser totalment digital. | Llibre editat en format digital. Pot ser la versió electrònica d'un llibre en paper o no existir la versió física i ser totalment digital. |
| Base de dades de tesis doctorals                                | Base de dades especialitzada en tesis doctorals. Pot ser que es pugui accedir al text complet de la tesi o només al resum. | Base de dades especialitzada en tesis doctorals. Pot ser que es pugui accedir al text complet de la tesi o només al resum. |
| Base de dades de revistes professionals en ciències de la salut | Base de dades especialitzada en revistes professionals de ciències de la salut. Pot ser que doni accés al text complet o solament al resum. | Base de dades especialitzada en revistes professionals de ciències de la salut. Pot ser que doni accés al text complet o solament al resum. |
| Repositori de fotografies                                       | Base de dades que emmagatzema fotografies. En Internet s'han creat moltes webs 2.0. com a repositori de fotografies. | Base de dades que emmagatzema fotografies. En Internet s'han creat moltes webs 2.0. com a repositori de fotografies. |
| Diccionari digital                                              | Versió electrònica del diccionari en format paper. Altres vegades pot estar disponible solament en versió electrònica. | Versió electrònica del diccionari en format paper. Altres vegades pot estar disponible solament en versió electrònica. |
| Enciclopèdia digital                                            | Versió electrònica d'una enciclopèdia en format paper. Altres vegades pot estar disponible solament en versió electrònica. Moltes requereixen la subscripció i el pagament per accedir-hi, altres són d'accés lliure. | Versió electrònica d'una enciclopèdia en format paper. Altres vegades pot estar disponible solament en versió electrònica. Moltes requereixen la subscripció i el pagament per accedir-hi, altres són d'accés lliure. |
| Traductor                                                       | Servei de traducció automatitzada i disponible online. Hi ha de diverses qualitats, fent les traduccions més o menys acurades. | Servei de traducció automatitzada i disponible online. Hi ha de diverses qualitats, fent les traduccions més o menys acurades. |
| Publicació oficial del govern espanyol/català                   | Website publicada pel govern central de l'Estat espanyol o d'alguna de les comunitats autònomes, en aquest cas Catalunya. La finalitat sol ser informativa i administrativa, sent serveis d'administració electrònica. | Website publicada pel govern central de l'Estat espanyol o d'alguna de les comunitats autònomes, en aquest cas Catalunya. La finalitat sol ser informativa i administrativa, sent serveis d'administració electrònica. |
| Arxiu                                                           | Versió electrònica d'un arxiu físic, públic o privat. Alguns disposen de la versió digitalitzada del seu fons i es poden consultar en línia. D'altres s'han de consultar presencialment. Generalment, la web facilita informació sobre el fons de l'arxiu i la comanda de documents que es digitalitzen o fotocopien segons la demanda de l'usuari, donat que la institució no pot digitalitzar tot el fons per la seva extensió i cost. | Versió electrònica d'un arxiu físic, públic o privat. Alguns disposen de la versió digitalitzada del seu fons i es poden consultar en línia. D'altres s'han de consultar presencialment. Generalment, la web facilita informació sobre el fons de l'arxiu i la comanda de documents que es digitalitzen o fotocopien segons la demanda de l'usuari, donat que la institució no pot digitalitzar tot el fons per la seva extensió i cost. |
| Base de dades de patents                                        | Repositori de patents nacionals o internacionals | Repositori de patents nacionals o internacionals |